# Майнхард I
Майнхарт I (на немски: Meinhard I von Tirol, Meinhard III von Görz, * пр. 17 януари 1194, † 22 юли 1258) от род Майнхардини, е граф на Горица и Истрия и граф на Тирол (1253 – 1258), също Фогт на Аквилея, Тренто, Бриксен и Болцано.

## Биография
Той е син на граф Енгелберт III от Горица († 1220) и на Матилде (Мехтхилд) фон Андекс († 1245), дъщеря на граф Бертхолд III († 1188).
Майнхард е назначен от император Фридрих II Хоенщауфен през 1246 г. за щатхалтер на Щирия и през 1250 г. за щатхалтер на Австрия, но скоро след това е изгонен от Отокар II. Той прави неуспешен опит заедно с тъста си граф Алберт фон Тирол да завладее Каринтия. През 1252 г. е победен от херцог Бернхард от Каринтия и синът му Филип, елект на архиепископство Залцбург. В мирния договор от Лизерхофен той трябва да даде синовете си Майнхард и Алберт като заложници, да плати висока глоба и да загуби важни собствености в Каринтия.
При смъртта на тъста му Алберт фон Тирол през 1253 г. той получава неговите собствености и ги разделя с граф Гебхард фон Хиршберг († 1275), при което Майнхард получава Южен Тирол с Мерано. През 1256 г. той купува още земите на епископство Тренто.
Майнхард умира през 1258 г. и е погребан в дворец Тирол.

## Семейство
Майнхард I се жени около 1237 г. за Аделхайид (* 1218/1220, † 1279), дъщеря, наследничка на граф Алберт III от Тирол († 1253) и Ута фон Фронтенхаузен-Лехсгемюнд († 1254). Те имат децата:
- Аделхайд († 1291), ∞ граф Фридрих I фон Ортенбург († 1304)
- Майнхард II (1238 – 1295), граф на Горица и Тирол, ∞ Елизабет Вителсбах († 1273)
- Алберт I († 1304), граф на Тирол и Горица
- Берта († 1267), ∞ Конрад, граф на Кирхберг-Вуленщетен
  - Бруно фон Кирхберг († 1288), епископ на Бриксен
  - Конрад фон Кирхберг († 1286), минезингер